# Rivière à la Loutre (vattendrag i Kanada, lat 49,62, long -63,79)
Rivière à la Loutre är ett vattendrag i Kanada.   Det ligger i provinsen Québec, i den östra delen av landet, 1 000 km nordost om huvudstaden Ottawa.